# Chorthippus turanicus
Chorthippus turanicus är en insektsart som beskrevs av Yu S. Tarbinsky 1925. Chorthippus turanicus ingår i släktet Chorthippus och familjen gräshoppor. Inga underarter finns listade i Catalogue of Life.